# المنتدى الإندونيسي للبيئة
المنتدى الإندونيسي للبيئة (بالإندونيسية: Wahana Lingkungan Hidup Indonesia) هي منظمة بيئية إندونيسية غير حكومية، وهي جزء من شبكة أصدقاء الأرض الدولية.
تأسس المنتدى في عام 1980 وانضمت إلى شبكة أصدقاء الأرض الدولية في عام 1989. المنتدى هو أكبر وأقدم منظمة غير حكومية للدعوة البيئية في إندونيسيا. يجمع المنتدى أكثر من 479 منظمة غير حكومية و156 فردًا في جميع أنحاء الأرخبيل الشاسع في إندونيسيا، مع مكاتب مستقلة ودوائر شعبية تقع في 27 من 31 مقاطعة في البلاد. تنشر النشرة الإخبارية باللغتين الإنجليزية واللغة الأم. يعمل المنتدى على مجموعة واسعة من القضايا، بما في ذلك الصراع الزراعي حول الوصول إلى الموارد الطبيعية وحقوق السكان الأصليين والفلاحين والساحلية والبحرية وإزالة الغابات. ولدي المنتدى أيضا العديد من القضايا الشاملة مثل تغير المناخ والمرأة وإدارة مخاطر الكوارث.
نطاقه أوسع من مجرد المخاوف البيئية: «إنه يمثل التحول الاجتماعي، وسيادة الناس، واستدامة الحياة وسبل العيش». كما يشير الموقع الإلكتروني إلى أن متطوعي المنتدى ساعدوا بعد زلزال يوجياكارتا في يوجياكارتا عام 2006. يشارك المنتدى حاليًا في تشكيل حزب الخضر الإندونيسي.